# Prix Birgit-Grodal
Le prix Birgit-Grodal est décerné par l'European Economic Association à une économiste travaillant en Europe « qui a apporté une contribution significative à la recherche en économie ». Il est décerné tous les deux ans. 
Le prix porte le nom de l'économiste danoise Birgit Grodal (1943-2004). Les six premières éditions sont parrainées par la Banque nationale du Danemark. La lauréate reçoit 10 000 €.

## Liste des lauréates
| Année | Lauréats              | Institution                | Nationalité |
| 2012  | Hélène Rey            | London Business School     | France      |
| 2014  | Rachel Griffith       | Université de Manchester   | Royaume-Uni |
| 2016  | Lucrezia Reichlin     | London Business School     | Italie      |
| 2018  | Ekaterina Zhuravskaya | École d'économie de Paris  | Russie      |
| 2020  | Eliana La Ferrara     | Université Bocconi         | Italie      |
| 2022  | Silvana Tenreyro      | London School of Economics | Argentine   |